# Typhlogarra widdowsoni
Typhlogarra widdowsoni är en fiskart som beskrevs av Trewavas, 1955. Typhlogarra widdowsoni ingår i släktet Typhlogarra och familjen karpfiskar. IUCN kategoriserar arten globalt som sårbar. Inga underarter finns listade i Catalogue of Life.